# Josette Alia
Pour les articles homonymes, voir Alia.
 (janvier 2024).
Si vous disposez d'ouvrages ou d'articles de référence ou si vous connaissez des sites web de qualité traitant du thème abordé ici, merci de compléter l'article en donnant les références utiles à sa vérifiabilité et en les liant à la section « Notes et références ».
Josette David, dite Josette Alia, née le 25 novembre 1929 à La Ferté-Bernard et morte le 1er mai 2014 à Perpignan, est une journaliste et romancière française.

## Biographie
Élevée dans un milieu d’instituteurs très républicains – son père est directeur d’école primaire –, elle suit des études secondaires au Mans avant d’intégrer l'Institut d'études politiques de Paris en 1948.
Germaniste, elle suit une formation de relations internationales qui l’amène à travailler aux affaires sarroises du ministère des Affaires étrangères. Mais après son mariage avec Raouf Ben Brahem (juillet 1952), un pédiatre issu de la haute bourgeoisie tunisienne, la nationalité de son mari l’oblige à quitter son poste et à le suivre dans son pays.
En 1956, elle se trouve sans débouchés professionnels dans un pays dont elle ne maîtrise pas la langue. Sur l’impulsion de Claude Nicolet, elle suit des études d’archéologies latines à l’université de Tunis. Mais lassée par l’histoire, notamment médiévale, elle abandonne l’archéologie pour se lancer dans le journalisme. Elle anime ainsi une cinquantaine d’émissions féminines sur Radio Tunis. Puis, par le biais de son mari, ami intime du fils du président et frère de l’avocat du Néo-Destour, elle est amenée à fréquenter les proches de Bourguiba au point de se lier d’amitié avec sa femme. Elle tire de ses relations un soutien financier pour lancer, avec son amie Safia Farhat, le premier journal féminin tunisien francophone et arabe, Faïza.
En 1960, elle entame sa collaboration à Afrique-Action, y effectuant ses premiers reportages, comme celui de Bizerte en juillet 1961. Couvrant l’Afrique du nord, elle intègre ainsi le 'Maghreb Circus', ce groupe de journalistes occidentaux qui couvrent cette région pour leurs journaux respectifs (Guy Sitbon pour Le Monde, Jean Daniel pour L'Express, Tom Brady pour le New York Times, etc.) et qui sont proches de la gauche anticolonialiste et du FLN. Avec l’indépendance de l’Algérie et le départ de Guy Sitbon pour Alger, elle le remplace au poste de correspondant du Monde à Tunis. Sans cesser sa collaboration à Jeune Afrique, elle couvre alors la Tunisie pour le quotidien du soir, notamment la tournée de Bourguiba au Moyen-Orient (avril 1965).

## Ses débuts de journaliste
Les premiers mois, sa signature est abrégée pour laisser planer l’ambiguïté sur la nature d’un sexe dont les responsables de la rue des Italiens craignent qu’il ne provoque un manque de crédibilité auprès du lectorat. Parallèlement, à partir de 1965, elle collabore épisodiquement au Nouvel Observateur à travers une interview de Houari Boumédiène, quelques articles sur l’affaire Ben Barka ou un commentaire du débat Mendès-Debré (décembre 1965). Mais en décembre 1966, un papier sur la répression policière à l’Université lui vaut d’être assignée à résidence et menacée de deux ans de travaux forcés pour atteinte à la sécurité de l’État. L’intercession de Jean Daniel auprès de Bourguiba lui permet alors de quitter le pays.
Abandonnant biens et mari en Tunisie, elle se retrouve à Paris dépourvue de tout moyen financier, d’autant plus qu’Hubert Beuve-Méry et Jacques Fauvet refusent de l’aider. Jean Daniel l’accueille alors volontiers à la rédaction du Nouvel Observateur où elle prend définitivement le pseudonyme de « Alia ».
Elle est d’abord envoyée couvrir la campagne législative de Pierre Mendès France à Grenoble (janvier-mars 1967) dans le cadre de l’édition Rhône-Alpes que le Nouvel Observateur lance à cette occasion. De retour à Paris, elle repart vite pour l’Égypte couvrir la guerre des Six Jours (mai 1967). Elle s’impose alors comme le « grand reporter » du journal sur les questions du Proche-Orient, collaborant notamment avec le correspondant du Nouvel Observateur en Israël, Victor Cygielman. Entre deux reportages, elle continue toutefois à traiter de la vie politique comme l’illustrent les portraits qu’elle trace de Jacques Chaban-Delmas (24 janvier 1968), de Jacques Duhamel (14 février 1968), d’Alain Savary (21 juillet 1969) ou de Michel Rocard (3 novembre 1969).

## Le Nouvel Observateur
A l’aube des années 1970, elle se tourne de plus en plus vers des questions de société comme l’inégalité salariale entre les sexes, « la sexualité des enfants » ou « les nouveaux lycéens. » S’il lui arrive de traiter de questions politiques telles que « le financement du PCF » ou l’affaire de « L’Église et l’affaire Touvier », elle choisit donc de collaborer plus activement au service « Notre Époque » dans le cadre de grandes enquêtes. C’est à la suite de discussions avec Philippe Viannay sur la nécessité de mettre en lumière les inégalités qu’elle coordonne ainsi l’enquête sur « Le prix d’un Français » (septembre 1975), plus grosse vente du journal sur Paris-surface. Mais elle en sort aussi une sur l’éducation (8 mars 1976), « La fortune des Français » (25 octobre 1976), les sciences (7 mars 1977), ou mène un entretien avec Françoise Dolto en octobre 1977.
Elle continue toutefois à traiter du Moyen-Orient, interviewant ainsi des personnalités comme Sadate (15 décembre 1975), Rabin (l5 janvier 1976 ; 12 décembre 1977), Boutros Ghali (28 novembre 1977) ou Bourguiba (février 1980). Mais, en avril 1975, un article de décembre 1973 attribuant au général Shmuel Gonen (en) la responsabilité des revers subis par Israël lors de la guerre du Kippour lui vaut une condamnation à une lourde amende (150 000 FRF) par la justice israélienne. Son refus de payer la met sur la liste rouge interdisant aux condamnés de quitter le territoire israélien, et elle est retenue lors d’un voyage en novembre 1976. Grâce à son passeport au nom de Ben Brahem, elle réussit toutefois à quitter Israël, permettant au journal de s’en tirer pour une amende bien inférieure.
Journaliste polyvalente du journal, elle est, en novembre 1978, promue rédactrice en chef-adjointe, sans pour autant exercer de véritables fonctions de direction. Il s’agit plutôt de la reconnaissance symbolique d’un talent qui continue à s’exercer dans ses reportages à l’étranger (notamment au Liban) ou dans son traitement de certaines questions de société telles que l’avortement, sujet sur lequel elle s’affronte vivement avec son compatriote fertois E. Marsala. 
Prix de la meilleure journaliste en 1980, elle est, à l’approche des grandes échéances électorales, mobilisée en politique intérieure. Ainsi, alors qu’elle se limitait à des entretiens de personnalités politiques de second rang ou à des questions en rapport avec des instruments d’indépendance nationale – comme le nucléaire ou l’arme atomique -, elle en vient, lors de la campagne présidentielle de 1981, à interviewer successivement Pierre Mendès France (13 avril 1981), François Mitterrand (5 mai 1981) et Pierre Mauroy (15 juin 1981).
Dans les années 1970, elle est invitée à siéger de manière permanente au sein du jury du Prix Albert-Londres, qu'elle préside de 2006 à 2010, succédant aux vingt-et-une années de présidence de l'historien et académicien, Henri Amouroux.

## Publications
- Alors, heureuses ?, 1990
- La Guerre de Mitterrand, la dernière grande illusion, 1991
- Quand le soleil était chaud, 1993
- Au cœur de la voyance, 1995
- Étoile bleue, chapeaux noirs : Israël aujourd'hui, 1999
- Le Pensionnat, 2005